# Владимир Доброволски
Владимир Михайлович Доброволски (на руски: Владимир Михайлович Добровольский) е руски офицер, генерал-майор. Участник в Руско-турската война (1877 – 1878).

## Биография
Владимир Доброволски е роден на 27 март 1834 г. в Русия в семейството на потомствен дворянин. Ориентира се към военното поприще. Завършва Павловския кадетски корпус и е произведен във военно звание прапоршчик с назначение в лейбгвардейския Драгунски полк (13 август 1852). В полка остава пет години и през 1857 г. постъпва в основния курс на Николаевската академия на Генералния щаб на Руската армия. Завършва я с отличие през 1860 г. и е зачислен на служба в Генералния щаб с военно звание подполковник. През 1863 г. е назначен за началник на щаба на 7-а пехотна дивизия. Същата година, в качеството си на помощник началник на Радомския отряд участва в потушаването на Полско въстание (1863 – 1864), за което е повишен във военно звание полковник. С приключването на военните действия през 1867 г. е назначен за командир на 6-и гренадерски Таврически полк. На 30 август 1871 г. е повишен във военно звание генерал-майор и назначен за командир на 3-та стрелкова бригада.
Участва в Руско-турската война (1877 – 1878). През август 1877 г. 3-та стрелкова бригада е насочена в помощ на отбраната на връх Шипка. Поради усложнената обстановка при Ловеч е отклонена и включена в Сборния отряд с командир генерал-майор Александър Имеретински със задача да овладее града. Съгласно изготвения от генерал-майор Михаил Скобелев план, генерал-майор Владимир Доброволски поема командването на дясната колона на Сборния отряд. На 22 август се води битката за Ловеч. Колоната попада в най-тежкия участък на боя. Три от неговите пехотни батальони успяват с цената на много жертви да овладеят първия опорен пункт на турската отбрана при местността „Синан тепе“, а батальоните на генерал-майор Михаил Скобелев при местността „Рижата височина“. Войните на генерал-майор Владимир Доброволски, водени от капитан Грейнфенфелс, капитан Шершенович и поручик Василенко, преминават р. Осъм и осигуряват позиция за атакуване на главния опорен пункт на турската отбрана при местността „Червен бряг“. След 12 часа бой Ловеч е превзет. Загубите на бригадата са 121 убити и 442 ранени.
На 24 август Сборният отряд е насочен на север за предстоящата Трета атака на Плевен и е включен към отряда на генерал-майор Михаил Скобелев за предстоящите действия на левия фланг. На 30 август войските успешно овладява двата редута Кованлък и Исса ага и се вклиняват в турската отбрана. Следват няколко турски контраатаки, а защитниците на двата редута са силно обстрелвани от дясно от Омар бей табия, в тила от Юнус бей табия и от ляво от Баглар баш табия. „Високият и снажен генерал“, както го описва полковник Пьотър Паренсов е тежко ранен на 30 август 1877 г. на първата бойна линия от разрив на турски снаряд. Около него са осем стрелци, съставляващи личната му охрана и в качеството на ординарци за различни поръчения. Изнесен е от тях от бойното поле. Когато вижда намиращият се наблизо художник Василий Верещагин, моли чрез генерал-майор Михаил Скобелев да бъде предадено на Великия княз Николай Николаевич, тези осем стрелци да бъдат наградени с военни ордени. Молбата му е изпълнена, но генералът умира след няколко часа. Предчувствайки своята смърт, три дни по-рано съставя завещание с което желае, ако загине, да бъде погребан на родна земя. На 21 септември Владимир Михайлович Доброволски е тържествено съпроводен от войниците на 87-и Нейшлотски пехотен полк и погребан в Александро-Невската ларва в Санкт Петербург.
.

### Памет
След войната руски военни специалисти тенденциозно и спорно хвърлят вината за проблемите при боя за Ловеч на загиналия генерал-майор Владимир Доброволски.
Признателните ловешки граждани вписват неговата част на „Белия паметник“, построен в чест на Освобождението на града и наименуват улица „Генерал-майор Владимир Доброволски“.

### Награди
- орден „Свети Станислав“ II степен (1862)
- орден „Свети Владимир“ IV степен с мечове и бант(1864)
- орден „Света Анна“ II степен (1865)
- орден „Свети Владимир“ III степен с мечове и бант (1871)

### Семейство
- баща – Михаил Добровольский
- съпруга – Н. Н. Александровна Добровольская (Ушакова)
- дъщеря – Надежда Эллис (31 юни 1868 – 30 ноември 1961)